# Eef van Breen
Eef van Breen (Westerbork, 3 januari 1978) is een Nederlandse jazz-muzikant. Hij speelt onder meer trompet, bugel en trombone en zingt ook. Tevens is hij componist van muziek voor film, theater en dans en zijn eigen ensemble de Eef Van Breen Group. 
In 2009 schreef hij de muziek voor Antonioni Project van ITA, regie Ivo van Hove.
In 2010 componeerde hij de muziek voor de opera U, die hij tevens dirigeerde. De opera kwam op de elfde plaats van de ‘tien meest essentiële zaken ter wereld’ in de New York Times.
In 2012 bracht hij met de Eef van Breen group de cd Changing Scenes uit, die genomineerd werd voor een Edison.
Vanaf 2013 werkte Van Breen samen met het Noord Nederlands Toneel. In het voorjaar van 2013 componeerde hij voor de bewerking van Dostojewski's Misdaad en Straf. In de tweede helft van het jaar schreef hij muziek voor, en speelde hij samen met zijn groep mee in het stuk Fellini, geschreven door Ko van den Bosch. Overige producties met het Noord-Nederlands Toneel: Borgen, All Inclusive, De Laatkomer (Noord-Nederlands Toneel), Mama.
In 2017 kwam Van Breens allereerste 'speelfilm zonder beeld' uit: CHAPMAN FOR PRESIDENT. Een zelf ontwikkeld genre waarin muziek, foley en poëzie beelden oproepen bij de luisteraar, echter zonder gebruik te maken van hoorspeltechnieken.
In 2017/18 werkte hij bij het Berliner Ensemble aan de voorstelling Kinder des Paradieses (compositie en live muziek).
In april 2019 kwam het nieuwste album uit: Walk of Doubts. Walk of Doubts is een collectie bestaande uit drie creaties: een muziekalbum, live concerten én city walks in o.m. Amsterdam, Zwolle, Arnhem en binnenkort Zürich (Zwitserland). 
In 2020 zou de tweede speelfilm zonder beeld PLAYING NEW YORK in productie gaan, de première ervan werd vanwege de lockdowns meerdere malen uitgesteld. 
In 2022 gaat Van Breens eerste jeugdvoorstelling Tekenfilm Zonder Beeld in première in coproductie met het Groningse gezelschap Het Houten Huis.
zie de website: http://www.eefvanbreengroup.com

## Composities
- Salomé (Toneelschuur)
- Opera 'u' (Floris Schonfeld)
- Antonioni Project (ITA)
- Misdaad en Straf (Noord-Nederlands Toneel)
- Fellini (Noord-Nederlands Toneel)
- Borgen (Noord-Nederlands Toneel)
- All Inclusive (Noord-Nederlands Toneel)
- Much ado about Nothing (Amsterdamse Bostheater)
- De Laatkomer (Noord-Nederlands Toneel)
- Chapman for President (eigen productie)
- Playing New York (eigen productie)
- Tekenfilm Zonder Beeld (co-productie met Het Houten Huis)
- Kinder des Paradieses (Berliner Ensemble)

Film en documentaire:
- Het kaf en het koren (Suzanne Arts, EO)
- Harry's premiere
- Waiting for Ralf
- Gewichtig wachten (2009)

## Discografie
- Playing games, Challenge Records, 2010
- Changing Scenes, Challenge Records, 2011
- Walk of Doubts (2019)

- Bibliothèque nationale de France: cb16705030b (data)
- International Standard Name Identifier: 0000 0001 3007 5407
- Virtual International Authority File: 305230533